# USS Merrimac (1895)
USS Merrimac – amerykański parowiec służący w United States Navy w czasie wojny hiszpańsko-amerykańskiej.
„Merrimac” został zbudowany jako „Solveig” w 1894 i nabyty przez Marynarkę w kwietniu 1898. Kontradmirał William T. Sampson nakazał zatopienie go w wejściu do portu Santiago na Kubie w próbie zablokowania floty hiszpańskiej w tym porcie. Nocą z 2 na 3 czerwca 1898 ośmiu ochotników podjęło próbę wypełnienia tej misji, jednak maszyna sterowa okrętu została zniszczona przez ogień artyleryjski wroga i okręt zatonął w miejscu nie utrudniającym korzystanie z portu. Członkowie załogi zostali uratowani przez Hiszpanów i uznani za jeńców wojennych. Po bitwie  koło Santiago de Cuba flota hiszpańska została zniszczona, a członkowie załogi „Merrimac” zwolnieni. Cała ósemka została odznaczona Medalem Honoru za udział w misji.
Ośmiu członków załogi „Merrimac” to:
- Lieutenant Richmond P. Hobson
- Coxswain Claus K. R. Clausen
- Coxswain Osborn W. Deignan
- Coxswain John E. Murphy
- Chief Master-At-Arms Daniel Montague
- Gunner’s Mate First Class George Charette
- Machinist First Class George F. Phillips
- Watertender Francis Kelly